# Ask the Angels
Ask the Angels – trzeci singel Patti Smith nagrany w 1976 roku.

## Lista utworów
1. "Ask the Angels" (Patti Smith, Ivan Kral) – 3:07
2. "Time Is on My Side" (Live) (Norman Meade, Jimmy Norman) – 3:53

## Skład
- Patti Smith – wokal
- Lenny Kaye – gitara
- Jay Dee Daugherty – perkusja
- Richard Sohl – instrumenty klawiszowe
- Ivan Kral – gitara basowa